# Gellnhausen

Lage des ehemaligen gemeindefreien Gebiets Gellnhausen im Landkreis Coburg

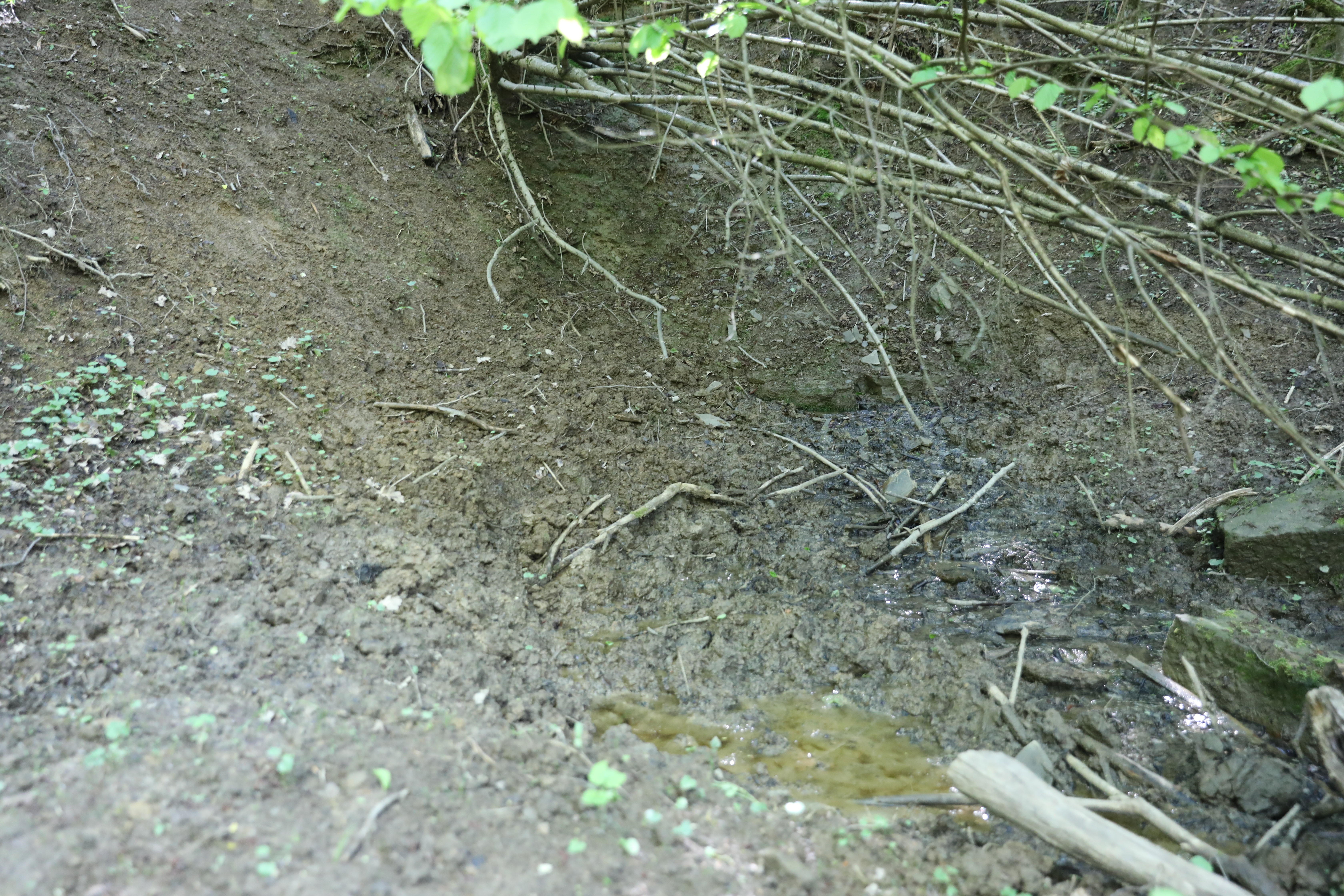
Schreibersbrunnen

Gellnhausen ist eine der Stadt Bad Rodach zugehörige Gemarkung und liegt im oberfränkischen Landkreis Coburg. Am 1. Januar 2025 wurde das ehemalige gemeindefreie Gebiet nach Bad Rodach eingemeindet. Der Name dieses Gebietes kann auf die mittelalterliche Wüstung Gellnhausen zurückgeführt werden.
Der 2,8 km² große Staatsforst liegt zwischen Bad Rodach, Veilsdorf und Straufhain. Der Edelmannskopf (50° 22′ 49,37″ N, 10° 47′ 14,68″ O) ist mit 450 m ü. NN die höchste Erhebung in dem Gebiet.